# Slowenische Badmintonmeisterschaft 2014
Die Slowenische Badmintonmeisterschaft 2014 fand vom 1. bis zum 2. Februar 2014 in Medvode statt.

## Austragungsort
- Medvode, Športna dvorana Medvode

## Medaillengewinner
| Disziplin    | Gold                     | Silber                         | Bronze                       |
| ------------ | ------------------------ | ------------------------------ | ---------------------------- |
| Herreneinzel | Iztok Utroša             | Luka Petrič                    | Mitja Šemrov                 |
| Herreneinzel | Iztok Utroša             | Luka Petrič                    | Alen Roj                     |
| Dameneinzel  | Maja Tvrdy               | Tina Kodrič                    | Kaja Stanković               |
| Dameneinzel  | Maja Tvrdy               | Tina Kodrič                    | Eva Kuprivec                 |
| Herrendoppel | Miha Horvat Iztok Utroša | Luka Petrič Alen Roj           | Matevž Bajuk Mitja Šemrov    |
| Herrendoppel | Miha Horvat Iztok Utroša | Luka Petrič Alen Roj           | Sebastijan Miklič Simon Skok |
| Damendoppel  | Živa Repše Maja Tvrdy    | Kaja Okršlar Ana Marija Šetina | Tina Kodrič Urška Polc       |
| Damendoppel  | Živa Repše Maja Tvrdy    | Kaja Okršlar Ana Marija Šetina | Nika Končut Sabina Magyar    |
| Mixed        | Luka Petrič Tina Kodrič  | Iztok Utroša Nika Končut       | Janž Omerzu Živa Repše       |
| Mixed        | Luka Petrič Tina Kodrič  | Iztok Utroša Nika Končut       | Alen Roj Urška Polc          |